# Фотопровідність
Фотопрові́дність — явище збільшення електропровідності речовини при освітленні.

## Фізична природа
Фотопровідність властива напівпровідникам. Електропровідність напівпровідників обмежена браком носіїв заряду. При поглинанні фотона електрон переходить із валентної зони в зону провідності. Як наслідок утворюється пара носів заряду: електрон у зоні провідності й дірка у валентній зоні. Обидва носії заряду при прикладеній до напівпровідника напрузі вносять вклад у електричний струм.
При збудженні фотопровідності у власному напівпровіднику енергія фотона повинна перевищувати ширину забороненої зони. У напівпровіднику з домішками поглинання фотона може супроводжуватися переходом із домішкового рівня, що дозволяє збільшити довжину хвилі світла, яке викликає фотопровідність. Ця обставина важлива для детектування інфрачервоного випромінювання. Умовою високої фотопровідності є також великий показник поглинання світла, що реалізується в прямозонних напівпровідниках.

## Застосування
Явище фотопровідності використовується у фотоелементах, найважливішою складовою частиною яких є фоторезистори. Фотопровідність важлива також для детектування інфрачервоного випромінювання й застосовується, наприклад, у приладах нічного бачення. Збільшення провідності при освітленні використовується також у ксерографії, під час якої електричні заряди стікають із освітлених місць попередньо електризованої площини напівпровідникового барабана.